# El móvil (relato)
«El móvil» es un relato escrito por Julio Cortázar. Forma parte del libro Final del Juego, publicado en 1956 por la editorial mexicana Los Presentes junto con otros cuentos como Los venenos, Una flor amarilla y Final del juego. El cuento volvió a aparecer en una colección de cuentos de Cortázar llamada Ceremonias, publicado en 1968.

## Argumento
Tras la muerte de Montes, su mejor amigo decide buscar el culpable de dicho crimen. Solo cuenta con una somera descripción del asesino dada por el Montes antes de morir: “brazo azul” y “tatuaje”. Va en su busca en un barco con destino a Marsella, detrás de un posible marinero causante del dilema. En el barco se encuentran tres argentinos, de nombre Lamas, Pereyra y Ferro, con quien establece una relación inmediata. Pereyra es su mayor sospechoso. 
Para asegurarse de su perspectiva, el protagonista se involucra con una mucama, Petrona, con quien sostiene una relación amorosa. La utiliza como espía para investigar si a Pereyra le corresponden las características del asesino, y ella contesta negativamente. La joven empieza a frecuentar menos la habitación del muchacho por supuestos problemas con la administración, pero haciendo a su vez más seguidas las visitas clandestinas a Pereyra, situación que provoca la ira y sospecha del joven. El día en que el barco llega a puerto, éste encierra a Pereyra a en su habitación, pues había notado que Petrona le mintió y creyendo que era el hombre que buscaba lo asesina. Se agacha para verificar el tatuaje en su brazo pero no se menciona si en realidad lo tenía o no. Al final de la historia, encuentra a Lamas y le susurra un trato al oído "secreto por secreto", después Lamas lo acomoda con sus amigos franceses adinerados y no lo vuelve a ver jamás. Dándose a entender que Pereyra en realidad no había sido el asesino y ahora se intercambiaba con Lamas su secreto a cambio de dinero y comodidad.

## Personajes
- El protagonista.
- Montes, el mejor amigo del protagonista.
- Lamas, Pereyra y Ferro. Tres argentinos sospechosos de haber matado a Montes.
- Petrona, una mucama con quien el protagonista sostiene una relación amorosa.
- Barros, amigo del protagonista.

## Análisis de la obra
El relato es similar a los cuentos de Poe, no solo en el tema policial sino en la resolución del misterio, en forma muy distinta a la explicación deductiva, tal vez influenciado por la traducción de las obras de aquel, que Cortázar publicaría un poco más tarde. La muerte y la venganza representan más un acto de posesión que de resolución del problema. 
En «El móvil» se describen dos conflictos afrenta-venganza: el primero es el que se origina por el triángulo Montes-mujer-Lamas, que desencadena la necesidad de vengar la muerte por parte del protagonista. El segundo es el triángulo protagonista-Petrona-Pereyra, que termina con la muerte del último, finalizando e invirtiendo al primero: la muerte de Pereyra por el personaje explica la de Montes, revelándole la verdad de su muerte al narrador.
Existe un paralelismo con «Hombre de la esquina rosada» de Jorge Luis Borges, aunque el personaje de Cortázar no maneja el cuchillo como el otro. El personaje central de ambas historias es similar, con argumentos y giros similares que el desenlace explica en igual forma. En «El móvil» el relato es narrado en primera persona —como en Hombre...— por el personaje a sus amigos 20 años después de ocurrido, para lo que no requiere dar explicaciones o justificarse. Como en el cuento de Borges, el personaje utiliza la jerga típica del compadre porteño, en la que según el propio Cortázar referido a Gardel: «En su voz de compadre porteño se refleja, espejo sonoro, una Argentina que ya no es fácil de evocar». En «El móvil» el único punto de apoyo que genera tensión es el ascenso lineal del deseo de venganza del protagonista a medida que investiga entre los argentinos del viaje. Mientras que en el primer cuento el relato es lineal, en el segundo se bifurca en dos conflictos que dividen la narrativa. Al finalizar «Hombre...» el autor revela lo que insinuaba en el cuento —técnica conocida como adivinanza resuelta—, mientras que en «El móvil» el lector debe actuar como detective, interpretando las pistas que se dejan como camino de migas para resolver el argumento —técnica de anagrama—.
En este al igual que en otros cuentos, Cortázar busca darle una voz en la que los personajes dibujan situaciones trazadas por el tono que imponen, haciendo que desaparezca su propia voz para que solo se escuche la que se esfuerza en recuperar, aunque utiliza la grafía normal. Borges en cambio confunde los elementos del habla del compadre con otros propios, que le dan un estilo distintivo. No pretende reproducir la voz del paisano, sino la ilusión de su voz.